# Jenna de Rosnay
Pour les articles homonymes, voir de Rosnay.
Jenna de Rosnay puis Jenna de Buretel (née Jenna Severson), le 7 mars 1963  à Laguna Beach en Californie, est une championne de planche à voile.

## Biographie
Elle fut détentrice du record du monde de vitesse féminine avec 27,09 nœuds en 1984 (record établi à l'île de Portland, en Angleterre). Elle est la fille de John Severson, photographe, réalisateur et fondateur de Surfer Magazine (en). Elle est veuve d'Arnaud de Rosnay, disparu en mer en 1984 dans le détroit de Formose, dont elle a une fille, Alizé. Elle est également mannequin et femme d'affaires, elle a fait la couverture de plusieurs magazines (Wind, Match...) et une ligne de maillots de bain porte son nom.
Elle épouse en secondes noces le producteur Emmanuel de Buretel de Chassey dont elle a trois filles. Elle prend son nom pour s'appeller Jenna de Buretel